# Daniel Maramba
Daniel Maramba (Santa Barbara, 21 juli 1870 - Quezon City, 28 december 1941) was een Filipijns politicus. Hij vocht mee in de Filipijnse revolutie en was in zijn politieke carrière burgemeester van Santa Barbara, gouverneur en afgevaardigde van Pangsinan en werd in 1941 gekozen in de Senaat van de Filipijnen.

## Biografie
Daniel Maramba werd geboren op 21 juli 1870 in Santa Barbara in de Filipijnse provincie Pangasinan. Hij was een zoon van Guillermo Maramba en Maria Bautista. Maramba behaalde een Bachelor of Arts-diploma aan het Colegio de San Juan de Letran en studeerde daarna landbouw en landmeten aan de University of Santo Tomas. Na zijn afstuderen in 1892 keerde hij in eerste instantie terug naar zijn geboorteplaats, waar hij na een weigering de lokale priester de hand te kussen in de gevangenis belandde. Door tussenkomst van de gouverneur werd hij weer vrijgelaten en keerde hij in 1893 terug naar Manilla, waar hij zich in juli van dat jaar aansloot bij de ondergrondse verzetsbeweging Katipunan. 
Het jaar erop keerde hij weer terug naar Santa Barbara, waar hij werkte als directeur voor de gobernadocillo. In 1895 werd hij benoemd tot vrederechter van Santa Barbara, een positie die hij tot 1898 bekleedde. Vanaf 1897 was hij ook luitenant van de een groep vrijwillige soldaten in Santa Barbara. Met deze groep beschermde hij de plaats tegen de Katipongos, een groep die uit naam van de Filipijnse revolutie de hele buurt plunderden. In 1898 bood hij zijn diensten aan aan generaal Francisco Makabulos. Hij kreeg de rang van majoor en begon een opstand in Santa Barbara en veroverde Mangaldan en Dagupan op de Spanjaarden. Na deze successen volgde een promotie tot luitenant-generaal en was hij commandant van de revolutionaire troepen in het centrale deel van Pangasinan. Na de start van de Filipijns-Amerikaanse Oorlog 1899 vocht hij mee bij de mislukte poging om Manilla te veroveren op de Amerikanen. Daarna keerde hij terug naar zijn geboorteplaats, waar hij nog steeds verzet bood. In 1901 werd Maramba opgepakt door de Amerikanen en gevangengezet in Bautista. Na verloop van tijd mocht hij terugkeren naar Santa Barbara.
Toen hij zich eenmaal had onderworpen aan de Amerikanen kreeg hij de positie van vrederechter van Santa Barbara aangeboden. In 1902 accepteerde hij dit aanbod. Eind 1906 werd Maramba gekozen tot burgemeester van zijn geboorteplaats. Na zijn termijn als burgemeester, die duurde van 1907 tot 1908 concentreerde hij zich weer op het leiden van zijn landgoed, waar hij moderne landbouwtechnieken in introduceerde. In 1916 werd Maramba gekozen tot gouverneur van Pangsasinan. Hij nam deze positie echter pas vier maanden na zijn verkiezingen in, door een verkiezingsprotest van een opponent. Bij de verkiezingen van 1919 werd hij herkozen voor een tweede termijn tot 1922. In 1925 werd hij gekozen tot directeur van de Veteranos de la Revolucion. Het jaar erop volgde een verkiezingen tot vicepresident.
Bij de verkiezingen van 1934 werd Maramba namens het 3e kiesdistrict van Pangasinan gekozen tot lid van het Filipijns Huis van Afgevaardigden. Nadat in 1935 de Filipijnse Grondwet was aangenomen werden het Filipijns Huis van Afgevaardigden en de Senaat opgeheven en vervangen door de eenkamerig Nationale Assemblee van de Filipijnen. Maramba werd bij de verkiezingen van 1935 namens hetzelfde kiesdistrict gekozen in dat Assemblee met een termijn tot 1938. In dat jaar werd hij herkozen met een termijn tot 1941. In dat jaar werd de Grondwet geamendeerd. Het Assemblee werd weer opgeheven en vervangen door de Senaat en het Huis van Afgevaardigden.
Bij de verkiezingen van 1941 stelde Maramba zich verkiesbaar voor een zetel in de Senaat van de Filipijnen. Ondanks het feit dat hij door ziekte geen campagne kon voeren, slaagde hij erin voldoende stemmen te verzamelen om gekozen te worden. Dit 2e Congres van de Filipijnse Gemenebest zou echter pas in 1945, na de Japanse bezetting, in zitting gaan. Maramba overleed echter niet lang na de verkiezingen op 71-jarige leeftijd in het Quezon Institute aan tuberculose. Hij werd in eerste instantie begraven op La Loma Cemetery. In 1947 werd hij herbegraven in zijn geboorteplaats. Maramba was getrouwd met Pelagia Garcia en kreeg met haar acht kinderen.

### Boeken
- Miguel R. Cornejo (1939) Cornejo's Commonwealth directory of the Philippines, Encyclopedic ed., Manilla
- Zoilo M. Galang (1950) Encyclopedia of the Philippines, 3 ed. Vol IV, E. Floro, Manilla
- National Historical Institute (1992) Filipinos in History, vol III, Manilla, NHI
- Carlos Quirino (1995) Who's who in Philippine history, Tahanan Books, Manilla
- Remigio Agpalo, Bernadita Churchill, Peronilla Bn. Daroy en Samuel Tan (1997), The Philippine Senate, Dick Baldovino Enterprises

### Websites
- Online Roster of Philippine Legislators, website Filipijns Huis van Afgevaardigden (geraadpleegd op 6 augustus 2015)
- Profiel Daniel Maramba, website Filipijnse Senaat (geraadpleegd op 6 augustus 2015)